# Savezni ured za vojnu zaštitnu službu
Savezni ured za vojnu zaštitnu službu (njem.:Bundesamt für den Militärischen Abschirmdienst, BAMAD) je njemačka središnja vojna obavještajna agencija koja služi sigurnosno-obavještajnom radu njemačkih oružanih snaga Bundeswehra. Prijašnji naziv službe je bio Ured za vojnu zaštitnu službu (Amt für den Militärischen Abschirmdienst) ili Vojna zaštitna služba (Militärischer Abschirmdienst, MAD). U prošlosti se zvao i Ured za sigurnost Bundeswehra (Amt für die Sicherheit der Bundeswehr). Od 2017. godine nosi današnji naziv.
Obavještajna služba je osnovana 1956. godine a njeno sjedište je u Kölnu uz 12 podružnica diljem Njemačke. Služba ima oko 1.200 vojnih i civilnih zaposlenika dok je 2017. godišnji proračun iznosio 79 milijuna eura.
MAD je jedna od tri njemačke savezne obavještajne agencije uz Saveznu obavještajnu službu BND, zaduženu za obavještajno djelovanje u inozemstvu te Savezni ured za zaštitu Ustava BfV zadužen za domovinsku sigurnost.

## Povijest
Vojna protuobavještajna služba MAD je osnovana spajanjem ureda Saveznika i njemačke Vlade čime je 1956. godine nastao Militärischer Abschirmdienst u današnjem obliku. Obavještajna služba je osnovana gotovo odmah nakon osnutka Bundeswehra. Do 1984. godine sjedište agencije je nosilo naziv Amt für Sicherheit der Bundeswehr ili ASBw (hrv. Ured sigurnosti saveznih oružanih snaga). U rujnu 1984. prema izvješću Hermanna Höcherla služba se reorganizirala te je stvorila više civilnih pozicija.
Nakon što je u listopadu 1990. došlo do spajanja Bundeswehra i istočnonjemačke vojske, MAD se sastojao od sedam grupa i 28 regionalnih ureda. Tijekom 1994. taj broj je smanjen na današnjih 14 regionalnih ureda.

## Zadaće
Agencija je dio njemačkih oružanih snaga te unutar vojske ima istu funkciju kao i civilna agencija BfV s kojom usko surađuje. Glavne zadaće MAD-a su protuobavještajna djelatnost te identifikacija "protuustavnih aktivnosti" unutar Bundeswehra. Ostale zadaće uključuju zaštitu vojne imovine od sabotaže i strane špijunaže. Članovi ove obavještajne agencije uključeni su i u planiranje i izgradnju objekata s visoko sigurnosnim zahtjevima.

## Organizacija
Obavještajna služba je osnovana 1956. godine a njeno sjedište je u Kölnu uz 12 podružnica u Ambergu, Hannoveru, Hildenu, Kielu, Koblenzu, Leipzigu, Mainzu, Münchenu, Rostocku, Schwielowseeu, Stuttgartu i Wilhelmshavenu.
Izuzev odjela za administrativne poslove, MAD je organiziran na sljedeći način:
- Odjel I: središnja služba
- Odjela II: anti-terorizam i anti-ekstremizam
- Odjel III: kontraobavještajna i operativna sigurnost te obrana od špijunaže i sabotaže
- Odjel IV: fizička zaštita vojnih tajni, imovine i osoblja MAD-a
- Odjel V: tehnologija.

## Skandali
MAD je kroz svoju povijest bio uključen u brojne skandale. Jedan od njih bio je tajni nadzor kuće od tajnika tadašnjeg ministra obrane Georga Lebera i to bez ministrova znanja. Naime, njegov tajnik bio je osumnjičen da je špijunirao za potrebe ističnonjemačkog Stasija. Međutim, sumnje su se pokazale lažnima. Leber je o MAD-ovom ilegalnom špijuniranju bio obavješten početkom 1978. ali o tome nije izvjestio njemački parlament sve dok časopis Quick 26. listopada 1978. nije o tome objavio članak. Ministar George Leber je zbog toga podnio ostavku 16. veljače 1978. preuzevši isključivu odgovornost za skandal. Napustio je mjesto ministra obrane unatoč kancelaru Helmutu Schmidtu koji ga je htio zadržati na toj poziciji.
Drugi skandal bila je "afera Kießling" iz 1983. godine kada je MAD istraživao Bundeswehrovog generala Güntera Kießlinga koji je surađivao s NATO paktom. Za generala se smatralo da predstavlja sigurnosni rizik zbog nepouzdanih izvora koji su tvrdili da je Kießling homoseksualne orijentacije. Zbog toga ga je ministar obrane Manfred Wörner prijevremeno umirovio. General je kasnije rehabilitiran te vraćen na radno mjesto u veljači 1984. Cijela afera je imala dalekosežne posljedice tako da je došlo do promjena u organizacijskoj strukturi MAD-a.
Nakon što je 1988. godine umro pukovnik Joachim Krase koji je u agenciji vršio dužnost zamjenika voditelja odjela, otkriveno je da je Krase zapravo infiltrirani agent Stasija.

## Ravnatelji kroz povijest
| Ravnatelj                                 | Razdoblje     |
| ----------------------------------------- | ------------- |
| Brigadni general Josef Selmayr            | 1955. – 1964. |
| Brigadni general Heinrich Seeliger        | 1964. – 1967. |
| Brigadni general Armin Eck                | 1967. – 1972. |
| Brigadni general Paul-Albert Scherer      | 1972. – 1975. |
| Brigadni general Gerd-Helmut Komossa      | 1977. – 1980. |
| Brigadni general Klaus Vollmer            | 1980. – 1982. |
| Admiral Elmar Schmähling                  | 1982. – 1983. |
| Brigadni general Helmut Behrendt          | 1983. – 1984. |
| General bojnik Hubertus Senff             | 1984. – 1987. |
| General bojnik Winfried Schwenke          | 1987. – 1991. |
| Rudolf von Hoegen                         | 1991. – 2003. |
| Richard Alff                              | 2003. – 2008. |
| General bojnik Georg Freiherr von Brandis | 2008. – 2010. |
| Karl-Heinz Brüsselbach                    | 2010. – 2012. |
| Ulrich Birkenheier                        | 2012. – 2014. |
| Christof Gramm                            | 2014. - danas |

## Poveznice
- BND, njemačka obavještajna služba
- BfV, njemačka sigurnosna služba
- Aman, izraelska vojna obavještajna služba
- DI, britanska vojna obavještajna služba
- DRM, francuska vojna obavještajna služba
- DRSD, francuska vojna sigurnosna služba

## Vanjske poveznice
- Službena web stranica obavještajne agencije
- Konspiration als Beruf: deutsche Geheimdienstchefs im Kalten Krieg